# Osornolobus concepcion
Osornolobus concepcion là một loài nhện trong họ Orsolobidae.
Loài này thuộc chi Osornolobus. Osornolobus concepcion được Raymond Robert Forster & Norman I. Platnick miêu tả năm 1985.